# Сви би требало да будемо феминисти и феминисткиње
Сви би требало да будемо феминисти и феминисткиње (енгл. We Should All be Feminists) је књига нигеријске књижевнице Чимаманде Нгози Адичи, објављена 2012. године. На српском језику књига је објављена 2018. године у издању Милице Магазина и преводу Нађе Татар и Маше Сеничић.

## О ауторки
Чимаманда Нгози Адичи (енгл. Chimamanda Ngozi Adichie) је нигеријска књижевница рођена 1977. године. Своје прве приче написала је са седам година. У двадесет шестој години објавила је свој први роман Пурпурни хибискус, потом следи Пола жутог сунца и Американа. Школовање је започела у Нигерији, а потом наставила у Америци где и данас живи.

## О књизи
Ауторка славу није стекла само захваљујући својим романима, већ и након два успешна ТЕД говора. Први говор је био Опасност појединачне приче који је одржан 2009. године. Други говор је Сви би требало да будемо феминисти и феминисткиње одржан 2012. године, који је био успешнији од претходног.
Књига Сви би требало да будемо феминисти и феминисткиње је измењена верзија говора ауторке са конференције посвећеној афричком континенту, ТЕДxЕустон, одржаног у Великој Британији, децемба 2012. године. 
Говор преточен у књигу је био успешан у неколико земаља.Мала књига по обиму представља полазиште у расправама о родној равноправности, о феминизму, о васпитању, као и референцу популарне културе.
Ауторка са хумором и лакоћом, нуди читаоцима јединствену дефиницију феминизма за двадесет први век, дефиницију која је укорењена у инклузији и свести. Она осветљава очигледну дискриминацију, подмукла и институционална понашања која маргинализују жене широм света, са циљем да помогне читаоцима свих сфера живота да боље разумеју често маскирану реалност сексуалне политике. Ослања се у потпуности на своја искуства, у САД, у својој родној Нигерији и у иностранству, нудећи објашњење зашто је родна подела штетна и за жене и за мушкарце.
Књига представља изванредно ауторско истраживање о томе шта данас значи бити жена и тренутни повик зашто бисмо сви требали бити феминисткиње.
| „ | Желим да затражим од свих нас да почнемо да замишљамо и да се припремамо за један другачији свет. Праведнији свет. Свет срећнијих мушкараца и срећнијих жена доследних себи. А почећемо овако: Морамо другачије да васпитавамо своје ћерке. Морамо и своје синове да васпитавамо другачије. - Чимаманда Нгози Адичи | ” |

## Утицај
Излагање о феминизму и сексуалној дискриминацији Чимаманде Нгози Адичи привукао је пажњу Бијонсе, након чега је певачица део текста искористила за једну од својих песама. Диор је избацио мајице са активистичком паролом из тог говора.